# A Joia Maldita
A Joia Maldita (nome original: A Joia Fatal) é um filme brasileiro do gênero drama policial, dirigido por Luiz de Barros em 1920. Foi produzido e roteirizado por Antônio Tibiriçá, enquanto a cinematografia ficou a cargo de Paulino Botelho. A Joia Maldita foi o único filme que recebeu um diploma de honra do Instituto Técnico e Industrial do Rio de Janeiro.
Lançado em São Paulo, no dia 2 de outubro de 1920, é considerado um filme perdido, por nenhuma cópia do longa ter sido preservada ao longo dos anos.

## Sinopse
Um ladrão de jóias, que chega ao extremo de roubar as da própria esposa. Na sua fuga, atravessa uma série de peripécias e incidentes, motivando a mostra de paisagens de São Paulo, Alto de Santana e Rio de Janeiro. Algumas cenas foram filmadas a bordo do paquete Uberaba, durante a viagem de Santos à Capital da República.

## Elenco
- Jácomo Sorrentino
- Silvia Bertini
- Paulo Sullis (pseudônimo de Antônio Tibiriçá)
- Alice Ribeiro
- Antônio Caramuru
- Yole Burlini
- Átila de Moraes
- Haroldo Junqueira
- Pedro Lima